# 吸沟同盘吸虫
吸沟同盘吸虫（学名：Paramphistomum bothriophoron）为同盘科同盘属的动物。分布于非洲马达加斯加以及中国大陆的湖南等地，营寄生生活，终末宿主绵羊、黄牛以及寄生于瘤胃。